# David Branch
David Branch (ur. 26 września 1981 w Charlotte) – amerykański zawodnik mieszanych sztuk walki (MMA), dwukrotny złoty medalista mistrzostw panamerykańskich w brazylijskim jiu-jitsu (2005, 2006), mistrz World Series of Fighting w wadze średniej (2014–2017) oraz półciężkiej (2015–2017), posiadacz czarnego pasa w bjj.

## Życiorys
Wychowany w Bronxie, w Nowym Jorku, Branch trenował karate przez dwa i pół roku, zanim przeszedł do brazylijskiego jiu-jitsu. Ukończył A. Philip Randolph Campus High School w Nowym Jorku, Nowy Jork. Branch trenował przez trzy lata z Michaelem Casey (czarny pas u Relsona Gracie) w Bronksie, zanim zaczął trenować pod okiem weterana MMA, Renzo Gracie w jego osobistym centrum treningowym i dalej rozwijać swoje uderzenia z Jasonem Stroutem (jego pierwszym głównym trenerem) w Church Street Boxing Gym.  Branch zdobył swój czarny pas po około dziesięciu latach nauki u Gracie. Oprócz mieszanych sztuk walki, Branch rywalizował również (i wygrał) tytuły mistrzowskie w brazylijskim jiu-jitsu w zawodach ogólnopolskich.

## Kariera MMA
Urodził się w Charlotte, natomiast dorastał w nowojorskiej dzielnicy Bronx. Od młodości trenował sporty walki m.in. brazylijskie jiu-jitsu w klubie Renzo Gracie Jiu-Jitsu. Wygrywał wiele zawodów na całym świecie ale największymi sukcesami były złote medale na mistrzostwach panamerykańskich w 2005 oraz 2006 w kat. ciężkiej.

### UFC
W 2007 zawodowo zadebiutował w MMA. W latach 2009–2010 zanotował dwa wygrane pojedynki na galach Bellator FC. Będąc niepokonanym od debiutu (bilans 6-0) w maju 2010 podpisał kontrakt z Ultimate Fighting Championship. W ciągu niespełna roku stoczył dla UFC cztery pojedynki, wygrane nad Tomaszem Drwalem (UFC Fight Night 22) i Richim Attonito (TUF Finale 12) oraz przegrane z Geraldem Harrisem (UFC 116) i Rousimarem Palharesem. Po przegranej z Palharesem został zwolniony z organizacji.

### World Series of Fighting
25 maja 2012 przegrał na punkty z Anthonym Johnsonem na gali Titan FC 22. Pod koniec 2012 roku związał się z nowo powstałą organizacją World Series of Fighting założoną przez byłego kickboksera Raya Sefo. W ciągu pierwszych trzech lat pokonał wszystkich rywali m.in. z Paulo Filho, wygrał turniej wagi średniej, został mistrzem organizacji w tejże wadze oraz obronił pas pokonując przed czasem byłego zawodnika UFC Yūshina Okamiego.
W 2015 wziął udział w kolejnym turnieju WSoF mającym wyłonić mistrza w wadze półciężkiej. Branch wygrał turniej odbywający się na przestrzeni dwóch gal (WSoF 20 oraz 23) i zdobył pas w drugiej kategorii wagowej stając się pierwszym zawodnikiem w organizacji który tego dokonał.

### Powrót do UFC
15 lutego 2017 ponownie związał się z UFC wakując tym samym oba tytuły mistrzowskie WSoF. 
13 maja 2017 podczas UFC 211 pokonał niejednogłośnie na punkty Polaka Krzysztofa Jotko. 
16 września 2017 uległ po ciosach w parterze byłemu mistrzowi Strikeforce i UFC Luke'owi Rockholdowi. Porażka z Rockholdem przerwała również passę jedenastu zwycięstw z rzędu Brancha.
Oczekiwano, że 24 lutego 2018 roku na gali UFC on Fox 28 zmierzy się z Yoelem Romero, jednak 12 stycznia 2018 roku ogłoszono, że Robert Whittaker został ściągnięty z walki o tytuł mistrzowski w wadze średniej na UFC 221 i zastąpiony przez Romero.
21 kwietnia 2018 roku na gali UFC Fight Night 128 zmierzył się z Thiago Santosem. Wygrał walkę przez nokaut w pierwszej rundzie. To zwycięstwo przyniosło mu bonus za występ wieczoru.
3 listopada 2018 roku na UFC 230 miał zmierzyć się z Ronaldo Souzą, jednak w dniu 19 października 2018 poinformowano, że Souza zastąpił kontuzjowanego Luke'a Rockholda, który miał walczyć w tym wydarzeniu z Chrisem Weidmanem.
19 października 2018 roku poinformowano, że jego następnym rywalem zostanie Jared Cannonier. Branch po raz pierwszy walkę przegrał przez techniczny nokaut w drugiej rundzie.
Następnie doszło do jego walki z Jackiem Hermanssonem w terminie 30 marca 2019 roku na gali UFC on ESPN 2. Walkę przegrał przez duszenie gilotynowe w pierwszej rundzie.

## Osiągnięcia

### Mieszane sztuki walki
- World Series of Fighting:
  - 2014: 1. miejsce w turnieju wagi średniej
  - 2014–2017: mistrz WSoF w wadze średniej
  - 2015: 1. miejsce w turnieju wagi półciężkiej
  - 2015–2017: mistrz WSoF w wadze półciężkiej

### Brazylijskie jiu-jitsu
- Międzynarodowa Federacja Brazylijskiego Jiu-jitsu (IBJJF):
  - 2005: Mistrzostwa Panamerykańskie w jiu-jitsu – 1. miejsce w kat. ciężkiej (niebieskie pasy)[11]
  - 2006: Mistrzostwa Panamerykańskie w jiu-jitsu – 1. miejsce w kat. ciężkiej (purpurowe pasy)[12]
  - 2008: Mistrzostwa Panamerykańskie w jiu-jitsu – 2. miejsce w kat. ciężkiej (brązowe pasy)[13]

## Życie prywatne
Branch jest bratem zawodowych bokserów, Sechew Powella i Jamelle Hamiltona.